# آقبلاغ زنجان
اقبلاغ حومه، روستایی از توابع بخش مرکزی شهرستان زنجان در استان زنجان ایران است.این روستا آب و هوای خنک‌ و کوهستانی دارد.

## جمعیت
این روستا در دهستان زنجانرودبالا قرار دارد و براساس سرشماری مرکز آمار ایران در سال ۱۳۸۵، جمعیت آن ۷۱۸ نفر (۱۵۹خانوار) بوده‌است.